# 造型王
造型王 (ぞうけいおう) とは、ボルテックスが開発しメディアギャロップが発売していた、美少女3DCG作成に特化した3DCGソフトウェアである。様々なパーツを組み合わせることで独自のデジタルフィギュアをモデリングすることができた。
サポートサイト上で、「造型王コンテスト」が行われていた。

## 歴史
- 1999年4月10日 造型王 -School Uniform Collection- (MGE-0001)
- 1999年12月22日 造型王2 + Summer Dress Data Collection for Windows (MGE-0002)
- 1999年12月 造型王データ集冬コミ限定版[2]
- 2000年6月23日 造型王2 + Summer Dress Data Collection for Mac (MGE-0003)[1]
- 2000年7月27日 造型王2専用データコレクション (メイドコスチューム コレクション) (MGE-0005)
- 2000年夏 スペシャルディスク2000サマー
- 2001年3月9日 造型王デジタルフィギュアシリーズ Kanonメモリアルイマージュ (MGE-0006)
- 2001年3月9日 造型王デジタルフィギュアシリーズ Kanonプライベートイマージュ (MGE-0007)